# 잘랄 웃딘 밍부르누
잘랄 웃딘 밍부르누(아랍어: جلال الدين منكبرتي, 영어: Jalal al-Din Menguberdi, 1199년 ~ 1231년)는 화레즘 제국의 제8대이자 마지막 술탄(재위 : 1220년 - 1231년)이다. 제7대 술탄 알라 웃딘 무함마드의 아들이다.

## 생애
군사적 재간이 뛰어났지만, 궁정 내의 대립으로부터 칸그리족 출신의 할머니인 테르켄 카툰에게 소외당하고 중앙 정치에서 밀러나 화레즘 제국령 남부의 가즈나(현 아프가니스탄 동부)의 총독이 되어 임지에 부임하고 있었다.
1219년에 몽골 제국에 의해 화레즘 제국이 멸망했고 다음 해에 아버지인 무함마드가 도피처인 카스피해에서 병사하면서, 1221년에 호라즘 지방의 수도 우르겐치로 돌아와 술탄으로 즉위했다.
잘랄 웃딘은 곧바로 본거지인 가즈나로 돌아와 재기를 도모하여, 현지의 유력자를 규합하고 군사를 모았다. 동년에는 카불 근교의 파르바로 시키 쿠투크가 인솔하는 몽골군의 선봉 부대를 물리쳐 몽골에 대한 최초의 대규모 승리를 거둔다. 그러나, 이 소식을 들은 칭기즈 칸은 아프가니스탄으로 남하하였다. 잘랄 웃딘의 병력은 각지에서 흩어지고 줄어들었고, 인더스강까지 남하했다. 인더스강 하류의 딘코트에서 행해진 결전에서 잘랄 웃딘은 패배했지만, 인더스강의 탁류를 이용해서 말을 타고 건너 살아 남은 소수의 부하와 함께 인도로 도주했다. 칭기즈 칸은 그런 잘랄 웃딘을 보며 "저런 용맹한 아들을 둔 아버지는 참으로 행복한 사람이다"라며 감탄하며 더 이상 그를 추격하지 말 것을 명령했다고 한다(라시드 웃딘 《집사》).
잘랄 웃딘은 인도에서 맘루크 왕조의 술탄 일투트미시의 도움을 받아 몽골군과의 싸움을 계속하려 했지만, 거절당하여 1224년 인도에서 화레즘 제국의 지배하에 있던 이란 지역에서 군대를 이용하여 돌아와 몽골군의 주력이 몽골 고원으로 귀환한 틈을 타서 이란 고원 중부의 주요 도시 이스파한에 들어갔다. 그러나, 호라산(이란 북동부 지방)에 주둔하여 중앙 아시아와 이란을 방어하고 있던 몽골군에게 공격받아 아제르바이잔 방면으로 도피했다. 타브리즈를 본거지로 한 잘랄 웃딘은 조지아의 트빌리시를 정복하는 등, 남 카프카스로부터 동부 아나톨리아, 시리아 방면의 모든 세력과 싸우고 세력을 펼쳤다.
그러나, 너무 활발한 활동과 주변 제국에 대한 약탈로 인해 아나톨리아를 지배하는 룸 셀주크 왕조와 시리아를 지배하는 아이유브 왕조와의 관계가 악화되어, 1230년에 에르진칸 근교의 야스치멘에서 케이쿠파드 1세가 인솔하는 룸 셀주크 왕조와 아이유브 왕조의 연합군에 패배해 세력을 잃었다. 게다가 몽골 제국의 대칸 우구데이가 파견한 추격군에게 배후에서 공격당해 아제르바이잔으로 쫓겨났다.
잘랄 웃딘은 동부 아나톨리아로 도피해 산중의 여러 도시를 전전했지만, 1231년 디야르바크르에 머물던 중에 잘랄 웃딘에게 원한을 가진 현지 쿠르드족에게 습격당해 살해당하였다.
| 전 임 알라 웃딘 무함마드 | 제8대 호라즘 제국의 술탄 1220년 ~ 1231년 | 후 임 (왕조 멸망) |